# Каменев, Владимир Серафимович
Влади́мир Серафи́мович Каменев (3 февраля 1932, Нижний Новгород — неизвестно) — советский футболист, нападающий.
Воспитанник куйбышевского футбола.
Выступал за команды «Крылья Советов» (в том числе в высшей лиге), «Трактор» (Волгоград) и «Энергия» (Волжский).
После окончания карьеры работал тренером молодёжной команды «Трактора» Волгоград.
Младший брат — Анатолий Каменев